# Anjou-Saumur

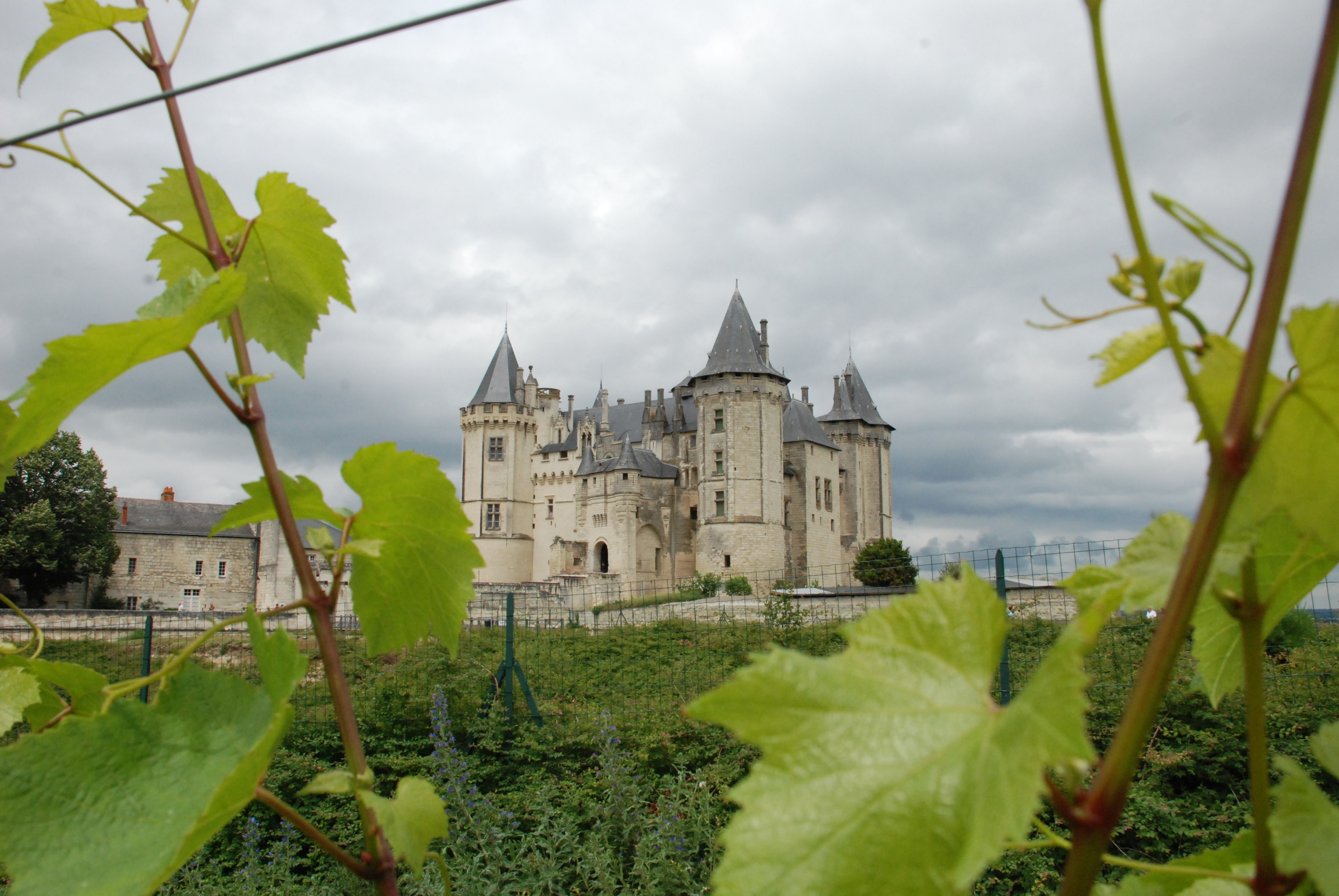
Chateau fort de Saumur w regionie winiarskim Anjou-Saumur. Budynek wpisany na listę francuskiego dziedzictwa kulturalnego

Anjou-Saumur – francuski region winiarski położony w Dolinie Loary. Region specjalizuje się w produkcji win musujących oraz win czerwonych produkowanych z winogron ze szczepu cabernet franc.
Niewielka ilość białego wina jest otrzymywana głównie z winogron chenin blanc.

## Apelacje
Lista apelacji w rejonie Anjou-Saumur:
- Cabernet de Saumur – wino różowe
- Coteaux-de-Saumur – półsłodkie wino białe
- Saumur – wina czerwone, białe oraz różowe.
- Saumur-Champigny – wino czerwone
- Saumur mousseux – wino musujące